# Fédération tunisienne de volley-ball
La Fédération tunisienne de volley-ball (arabe : الجامعة التونسية لكرة طائرة) ou FTVB est l'organisme qui gère la pratique du volley-ball en Tunisie.
Elle s'est substituée en 1956 à la Ligue tunisienne de volley-ball rattachée à la Fédération française de volley-ball.
Elle est affiliée à la Confédération africaine de volley-ball et à l'Association de volley-ball arabe et membre de la Fédération internationale de volley-ball.

## Rôles
La Fédération tunisienne de volley-ball assure les missions suivantes :
- assurer, dans le cadre de la politique sportive définie par le ministère de la Jeunesse et des Sports, l'enseignement, la propagation, la vulgarisation et le perfectionnement continu du volley-ball ;
- organiser des compétitions ou toute autre forme d'activité sportive relative au volley-ball à l'intention des associations qui y sont affiliés ;
- organiser toute compétition nationale et internationale et entretenir toutes les relations utiles avec les fédérations étrangères et organismes spécialisés.

## Bureau fédéral
Le bureau fédéral se compose en 2017 des personnalités suivantes :
- Président de la FTVB et président de la commission médicale : Firas El Faleh
- Vice-président et trésorier général : Youssef Mahfoudh
- Vice-président et président de la commission des équipes nationales : Bechir Hmissi
- Vice-président et président de la commission de beach-volley : Chokri Smaoui
- Trésorier général adjoint et président de la commission coupe, championnat et arbitrage : Mohsen Ben Taleb
- Présidente de la commission du sport féminin : Nedra Beddouihech
- Président de la commission juridique et éthique : Bahaeddine Baccari
- Président de la commission des ligues : Mohamed Salah Mnakebi
- Présidente de la commission de promotion et de vulgarisation : Nedra Mahfoudh
- Président de la commission sponsoring et nouvelles ressources : Malek Badri
- Président de la commission de sport et loisirs : Amara Tanboura
- Présidente de la commission de discipline : Mariem Ben Fraj
- Directeur technique national : Kamel Rekaya
- Secrétaire général : Mohamed Kouki

## Présidents
- 1956-1956 : Mohamed Ben Sliman
- 1957-1965 : Zine el-Abidine Doagi
- 1966-1970 : Ahmed Belkhodja
- 1971-1978 : Noureddine Skandrani
- 1979-1980 : Adel Boussarsar
- 1981-1988 : Chedly Zouiten
- 1989-1994 : Béchir Kdous
- 1997-1998 : Mohamed Ali Farah
- 1998-2006 : Béchir Louzir
- 2006-2009 : Slim Ben Youssef
- 2009-2016 : Mounir Ben Slimane
- 2016-2021 : Firas El Faleh
- 2021-2023 : Mohsen Ben Taleb
- 2023-2024 : Mounir Ben Slimane
- 2024-2028 : Abdelmajid Jrad

## Logo

Logo ancien.
Logo depuis 2024.